# کوتبوسر تور
دروازه کوتبوس یا کوتبوسر تور (به آلمانی: Kottbusser Tor) نام میدانی در منطقه کرویتسبرگ برلین است. در این میدان ایستگاه مترویی با دسترسی به خطوط ۸ و ۲ مترو برلین وجود دارد و از نظر اداری بخشی از منطقه فریدرایشسهاین-کرویتسبرگ به شما می‌رود. در زبان عامیانه به این منطقه کوتی گفته می‌شود. در حال حاضر بخشی قابل توجه‌ای از ساکنان این منطقه ترک‌تباران برلین هستند.

## نام‌گذاری

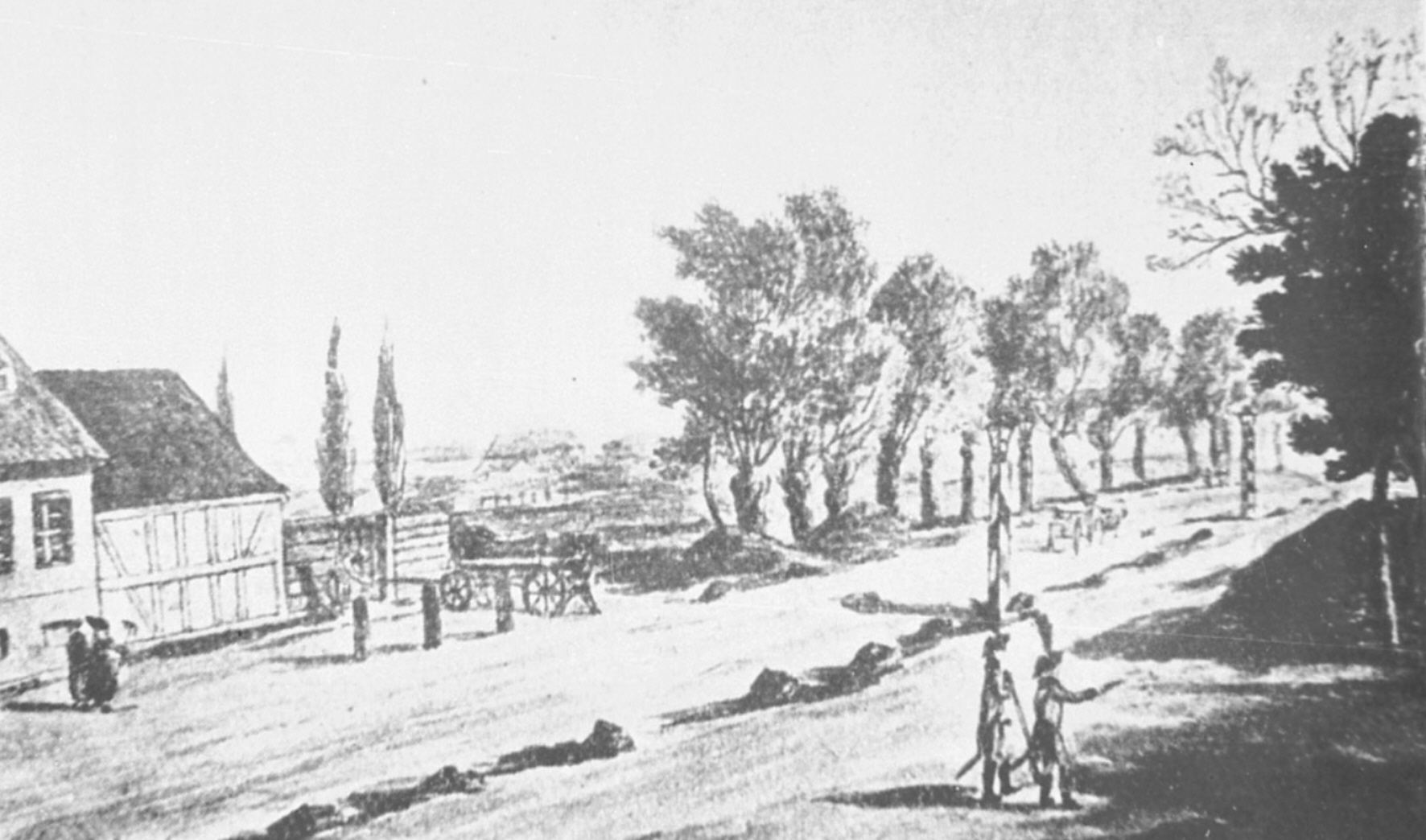
کوتبوس تور در سال ۱۸۰۷ میلادی

این محل در دورانی که برلین دارای یک دیوار مالیاتی بود نامگذاری شد. در قرن ۱۸ و ۱۹ میلادی این محل دروازه‌ای به سمت شهر کوتبوس بود.

## زندگی در کوتبوسر تور

### چند فرهنگی
کوتبوسر تور از جمله مناطق برلین است که در دوران پس از جنگ دوم جهانی و تقسیم برلین به سکونتگاه مهاجران کارگر تبدیل شده‌است. همین باعث شده که چندین نسل چند فرهنگی در این منطقه زندگی کنند. رستوران‌های متنوع از غذاهای خاورمیانه‌ای، اروپایی و آسیایی و امریکای جنوبی به همراه شمار زیاد کافه و بار همه نشانه‌های زندگی چند فرهنگی این منطقه هستند.
مسلمانان و ترک‌تباران از جمله ساکنان این منطقه هستند که وجود دو مسجد و همچنان یک حمام سنتی ترک در این منطقه گواه آن است.
کوتبوسر تور و کروتسبرگ از اماکن معروف برای خوشگذرانی‌های شبانه در غرب برلین بوده و هستند.

#### مواد مخدر
توزیع مواد مخدر توسط توزیع‌کنندگان خرد مواد یکی از معضلات اصلی کوتبوسر تور به‌شمار می‌رود. برخورد با فروشندگان مواد مخدر باعث شده این منطقه همیشه با حضور پرشمار مأموران پلیس مواجه باشد. خرید و فروش مواد مخدر در این منطقه به راحتی صورت می‌گیرد. برای برخی از ساکنان برلین این منطقه «ورود ممنوع» به‌شمار می‌رود.

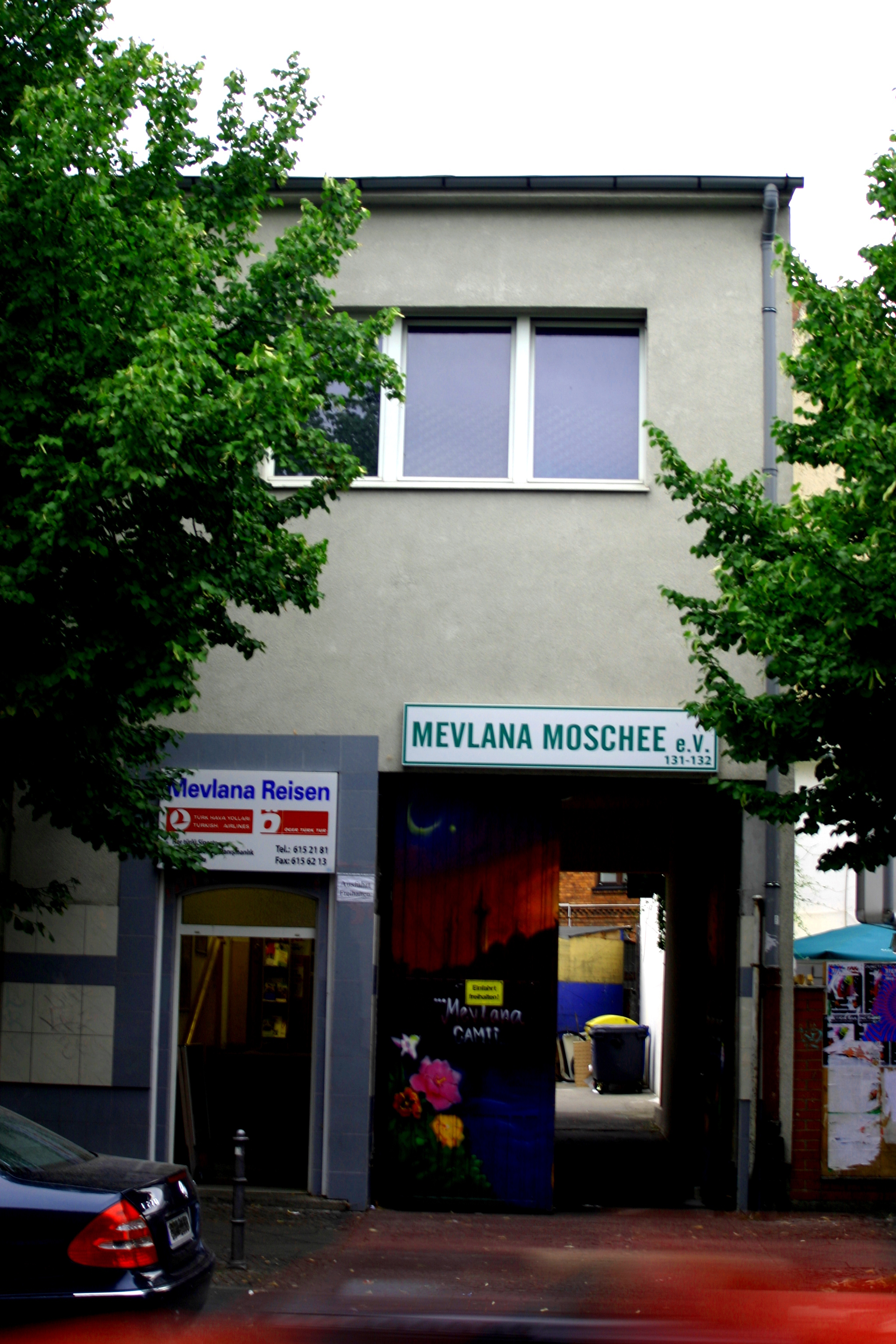
مسجد مولانا در کوتبوسر تور